# Médiateur de l'éducation nationale et de l'enseignement supérieur
Le médiateur de l'éducation nationale et de l'enseignement supérieur est un haut fonctionnaire français chargé d'assurer des fonctions de médiation au sein du système éducatif public. Le médiateur exerce sa compétence aussi bien vis-à-vis des usagers (élèves, étudiants et leurs parents) que du personnel enseignant et non enseignant. 
Cette fonction de médiation a été instaurée en 1998. Elle figure dans la loi depuis la promulgation de la loi sur l'autonomie des universités. 

## Compétences
Le médiateur de l'éducation nationale et de l'enseignement supérieur :
- reçoit les réclamations concernant le fonctionnement des services centraux des ministères et des établissements qui ne relèvent pas de la tutelle d'un recteur d'académie ;
- est le correspondant du Défenseur des droits ;
- coordonne l'activité des médiateurs académiques ;
- remet chaque année aux ministres chargés de l'éducation, de l'enseignement supérieur et de la recherche pour les activités de recherche dans l'enseignement supérieur, un rapport public dans lequel il formule des propositions qui lui paraissent de nature à améliorer le service public de l'éducation nationale et de l'enseignement supérieur.

Le médiateur de l'éducation nationale, les médiateurs académiques et leurs correspondants départementaux reçoivent les réclamations des usagers (parents, élèves ou enseignants) concernant les relations de l’Éducation nationale avec les usagers et ses agents.
Les médiateurs académiques et les correspondants sont des retraités de l'éducation nationale intervenant en bénévoles. Ils reçoivent les réclamations dans le ressort de la circonscription où ils sont nommés.

## Les prérogatives
Si les réclamations leur semblent fondées, les médiateurs émettent des recommandations aux services et établissements concernés. Ceux-ci les informent des suites qui leur ont été données. S'il maintient sa décision, le service ou l'établissement fait connaître ses raisons par écrit.
Pour l'instruction de ces affaires, le médiateur de l'éducation nationale peut faire appel en tant que de besoin aux services des ministères compétents ainsi qu'aux inspections générales. Il en est de même des médiateurs académiques vis-à-vis des services académiques.
Pour qu'ils puissent agir en conciliateurs, les parties doivent donner leur accord.

## Relation avec leDéfenseur des droits
Le médiateur de l'éducation nationale est un correspondant du Défenseur des droits. Il doit instruire les demandes émanant de ce dernier.
Les médiateurs académiques et leurs correspondants collaborent avec les délégués départementaux du défenseur des droits pour les questions relevant du domaine de l'éducation nationale.
La saisine du défenseur des droits ou de ses délégués départementaux, dans leur champ de compétence, interrompt la procédure de médiation spécifique à l'éducation nationale.

## Relation avec laDéfenseur des enfants
Le médiateur de l'éducation nationale peut traiter des réclamations transmises par la Défenseur des enfants, autorité créée par la loi du 6 mars 2000.

## Textes de références
- Code de l'éducation, art. L. 23-10-1, instauré par la loi no 2007-1199, art. 40
- arrêté du 4 novembre 2003 : nomination du médiateur de l'éducation nationale. (JO du 1er janvier 2004 et BO n°3 du 15 janvier 2004)
- arrêté du 6 novembre 2003 : nomination des médiateurs académiques et des correspondants (BO n° 42 du 13 novembre 2003)
- note du 5 janvier 1999 : relatif au fonctionnement du dispositif de médiation au ministère de l'éducation nationale (BO n° 2 du 14 janvier 1999)
- décret n° 98-1082 du 01.12.1998 : instituant des médiateurs à l'éducation nationale (JO-02.12.1998)

## Liens
- Présentation
- Adresses utiles
- Autre source